# Pavel Sládeček
Pavel Sládeček (* 31. Januar 1985 in Ostrava) ist ein ehemaliger tschechischer Squashspieler.

## Karriere
Pavel Sládeček spielte ab 2002 auf der PSA World Tour und erreichte seine höchste Platzierung in der Weltrangliste mit Rang 160 im Februar 2008. Mit der tschechischen Nationalmannschaft nahm er 2003 an der Weltmeisterschaft teil. Mehrfach gehörte er zum tschechischen Aufgebot bei Europameisterschaften. Im Einzel stand er 2004, 2005, 2008 und 2010 jeweils im Hauptfeld, kam dabei aber nie über die erste Runde hinaus. 2009 wurde er tschechischer Meister.

## Erfolge
- Tschechischer Meister: 2009